# Mystacella commetans
Mystacella commetans là một loài ruồi trong họ Tachinidae.